# Лагун, Николай Иванович
Николай Иванович Лагун (1973 г. р., с. Семеновка Черкасской области) — украинский бизнесмен, миллионер, не женат. В списке Forbes в 2014 году занимал 57 место с состоянием в $133 млн. Собственник 70 % акций «Дельта Банка», 4-го по величине банка Украины, представляющего его основной актив. В 2015 году банк был признан неплатёжеспособным. По предварительным оценкам, в настоящее время почти половина активов Лагуна находится в залоге.

## Биография

### Образование
- После школы поступил в Киевское высшее общевойсковое командное училище имени Фрунзе, где проучился три года на факультете разведки.
- В 1996 году окончил Киевский государственный экономический университет.
- В 2001 году получил ученую степень кандидата экономических наук.

### Карьера
- 1994 году — свою карьеру Николай Лагун начал в с должности экономиста отдела банковского надзора управления НБУ по Киеву и Киевской области.
- С 1994 по 1998 гг. работал специалистом валютного департамента, начальником управления ценных бумаг КБ «ВАБбанк» (сейчас — VAB Банк). С 1994 по 1998 гг. перешел в «Укрсоцбанк» на позицию начальника управления денежных рынков департамента казначейства, позднее стал начальником казначейства. В 2002 году владелец «Укрсоцбанка» Валерий Хорошковский продал Николаю Лагуну 10 % акций банка. В 2005 г., через год после продажи банка Виктору Пинчуку, новый акционер «Укрсоцбанка» назначил Николая Лагуна заместителем председателя правления. В этом же году он принимает решение открыть собственный бизнес.
- Летом 2005 года Николай Лагун приобрел у торговой компании «Фокстрот» кредитный союз «Фаворит», который занимался розничным кредитованием. Сеть «Фаворита» тогда насчитывала 450 торговых точек. В феврале 2006 года Николай Лагун зарегистрировал «Дельта Банк» с уставным капиталом в $60 млн, ориентированный на розничное экспресс-кредитование. Уже через год активы Дельта Банка превысили 1 млрд грн., а через 2 года «Дельта Банк» занял около четверти сегмента розничного кредитования. Новый банк составил серьезную конкуренцию уже существующим участникам рынка экспресс-кредитования: «ПриватБанку», «Правэкс-банку», банку «Надра», Societe Generale, а также претендующему тогда на этот сегмент банку «Лидер», принадлежащему московской группе «Ренессанс Капитал».
- В 2007 году Николай Лагун сообщил о покупке 100 % акций белорусского «Атом-банка», через который собирался осваивать белорусский рынок потребительского кредитования.
- С 2008 г. Николай Лагун занял должность председателя наблюдательного совета «Дельта Банка». Быстро растущий банк привлек внимание иностранных инвесторов, и в этом году крупная европейская банковская группа оценила «Дельта Банк» в семь капиталов, или почти в $800 млн, однако сделка не состоялась.
- В 2009 году Николай Лагун создал во Вьетнаме финансовую компанию, которую в 2010 году продал инвесторам.
- В 2010 г. банкир изменил стратегию бизнеса, решив, что «Дельта Банк» должен стать универсальным банком. В этом же году по итогам конкурса был приобретен кредитный портфель розничных и корпоративных клиентов ООО «Укрпромбанк». Это позволило «Дельта Банку» быстро войти в корпоративный сегмент.
- В середине 2011 года Николай Лагун привлек в свой бизнес очень мощного партнера в лице американской компании Cargill. Акции «Дельта Банка» распределились следующим образом — 70 % у Николая Лагуна и оставшиеся у Cargill.
- В конце 2011 го Дельта Банк купил кредитный продаваемый портфель «УкрСиббанка», номинальной стоимостью 4,8 млрд гривен. В 2011 г. предприниматель занял 3-е место в рейтинге делового еженедельника «БИЗНЕС» в номинации «Банкир года» (а в 2012 г. и 2013 г. дважды возглавил рейтинг).
- В 2013 году были завершены 3 сделки по покупке группой Николая Лагуна активов таких банков как Кредитпромбанк (20-е место по активам в банковской системе), «Сведбанка» (активы — 5,6 млрд) и «Астра Банка» (1,85 млрд грн).
- По итогам июня 2014 г. по размеру активов (61,5 млрд грн. на 01.07.2014 г.) Дельта Банк занимает 2-е место среди негосударственных украинских банков и 4-е место в общем рейтинге. По размеру депозитного портфеля средств физических лиц (21,9 млрд грн. на 01.07.2014 г.) Дельта Банк является третьим в рейтинге украинских банков. За 1-е полугодие 2014 г. прибыль Дельта Банка составила 192,9 млн грн. На 01.07.2014 г. в Дельта Банке обслуживается более 4 млн клиентов.
- В марте 2015 года в «Дельта Банк», которым управлял Николай Лагун, введена временная администрация. В течение 2014 −2015 года вкладчики не могли получить свои сбережения. Сумма обязательств «Дельта Банка» перед вкладчиками около 50 миллиардов гривен.
- В декабре 2018 года Украина обязалась перед МВФ привлечь к ответственности владельцев разорившихся банков, в том числе Николая Лагуна[4].

### Звания и награды
- Лауреат премии «Человек года» в номинации «Финансист года». 2006 год.
- Победитель в номинации «Потребительское кредитование» в рейтинге «ТОП-100. Лучшие ТОП-менеджеры Украины». 2006 год.
- Победитель премии «Человек года» в номинации «Финансист года». 2008 год.
- 3-е место в рейтинге делового еженедельника «БИЗНЕС» в номинации «Банкир года». 2011 год.
- 1-е место в рейтинге делового еженедельника «БИЗНЕС» в номинации «Банкир года». 2012 год.
- 1-е место в номинации «Признание коллег» в рамках Всеукраинской ежегодной премии UKRAINIAN BANKER AWARDS издания «Инвестгазета». 2012 год.
- 1-я позиция в номинации «Лучший топ-менеджер банка-2012». Ежегодный рейтинг «50 ведущих банков Украины» от «КоммерсантЪ». 2012 год.
- 1-е место в рейтинге делового еженедельника «БИЗНЕС» в номинации «Банкир года» 2013 год.
- 3-е место в номинации «Признание коллег» в рамках Всеукраинской ежегодной премии UKRAINIAN BANKER AWARDS издания «Инвестгазета». 2013 год.
- 2-я позиция в номинации «Лучший топ-менеджер банка-2013» Ежегодный рейтинг «50 ведущих банков Украины» от «КоммерсантЪ». 2013 год.
- Победитель в номинации «Лучший топ-менеджер банка с украинским капиталом-2013» ИД «Галицкие контракты». 2013 год.
- Победитель в номинации «Наиболее узнаваемый банкир-2013» ИД «Галицкие контракты». 2013 год.
- Победитель в номинации «Наиболее платежеспособный банкир» по версии рейтинга 2013 года «ТОП-БАНКИРЫ ПЯТИЛЕТКИ» газеты «Капитал». 2013 год.

## Активы
Осуществляет контроль над такими коммерческими предприятиями:
- АО «Дельта Банк»;
- «Дельта Капитал»;
- СК «Дельта Страхование»;
- «Дельта»

С состоянием в $117 млн входит в топ-100 самых богатых украинцев по версии издания «Новое время» (2014). За последний год его капиталы уменьшились на 79 %.